# Serra de Cantaperdius (Àger)
La Serra de Cantaperdius és una serra situada al municipi d'Àger a la comarca de la Noguera, amb una elevació màxima de 968 metres.